# 花園站 (聖彼得堡地鐵)
花園站（羅馬化：Sadovaya）是聖彼得堡地鐵伏龍芝－海濱線的一個車站，開通於1991年12月30日。花園站是一個換乘車站，可以在這裡換乘莫斯科－彼得格勒線和右岸線的列車。